# Thagria quintata
Thagria quintata är en insektsart som beskrevs av Nielson 1977. Thagria quintata ingår i släktet Thagria och familjen dvärgstritar. Inga underarter finns listade i Catalogue of Life.